# Деніел Рудольф Сміт
Деніел Рудольф Сміт (англ. Daniel Rudolph Smith; нар. 1954) — намібійський дипломат.
Має ступінь бакалавра політології та економіки. З 1990-х рр. працював у канцелярії Президента Намібії.
З 2003 р. на дипломатичній службі. Обіймав посаду посла Намібії в Австрії, потім з 2006 р. в Нігерії. З 2010 р. посол Намібії в Швеції і за сумісництвом в інших країнах Скандинавії та Балтії.